# Klokoč
Klokoč (Staphylea) je rod dvouděložných rostlin z čeledi klokočovité (Staphyleaceae). Jsou to stromy a keře se vstřícnými zpeřenými listy, vyskytující se v Asii, Severní Americe a v Evropě. Evropský klokoč zpeřený se vzácně vyskytuje i v Česku. Klokoče se v Česku občas pěstují jako okrasné dřeviny, ze semen domácího klokoče zpeřeného se v minulosti vyráběly růžence.

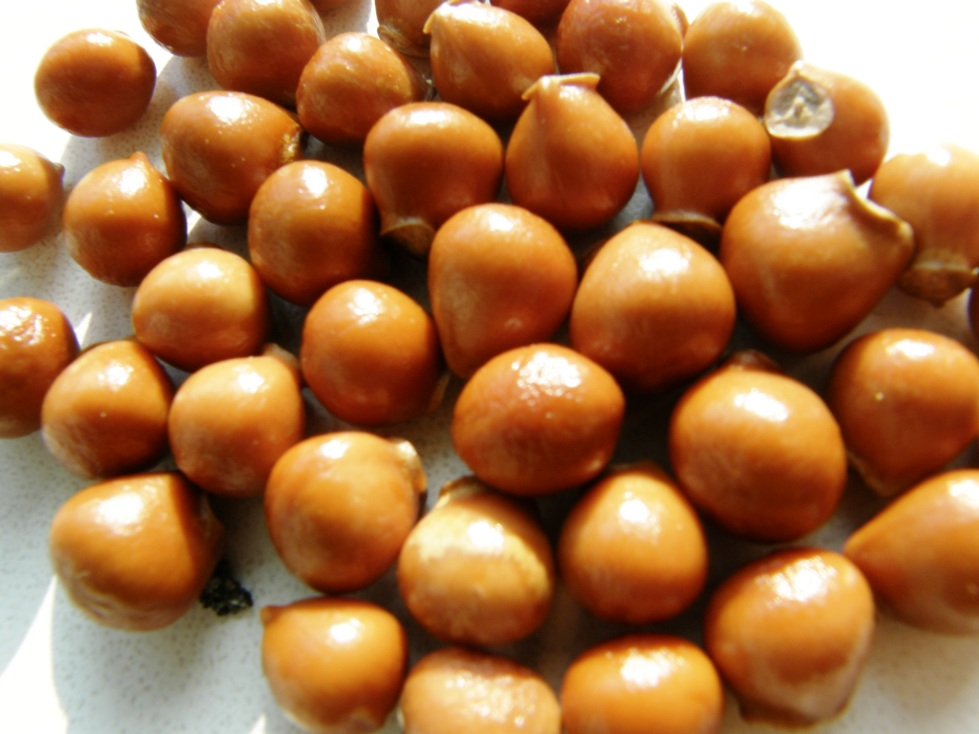
Semena klokoče zpeřeného

## Popis
Klokoče jsou opadavé keře a stromy se vstřícnými lichozpeřenými listy s opadavými palisty. Listy se obvykle skládají ze 3 nebo 5 lístků. Čepel lístků je protáhlá až eliptická, lysá nebo chlupatá, s pilovitým okrajem. Květy jsou oboupohlavné, pětičetné, uspořádané obvykle ve vrcholových latách nebo hroznech. Kalich je pětičetný, korunní lístky jsou volné nebo krátce na bázi srostlé, přibližně stejně dlouhé jako kališní lístky nebo o něco delší, bílé, žluté nebo narůžovělé. Tyčinky jsou přirostlé na bázi korunních lístků, v počtu 5, střídající se s korunními cípy. V květech je přítomen drobný a nenápadný nektáriový disk. Semeník je svrchní, srostlý ze 2 nebo 3 plodolistů, s volnými nebo částečně srostlými čnělkami zakončenými hlavatou bliznou. V každém plodolistu je několik vajíček uspořádaných ve 2 řadách. Plodem je tenkostěnná nafouklá tobolka připomínající měchýřek a pukající na vrcholu každého plodolistu. Semena jsou jasně žlutá až hnědá.

## Rozšíření
Rod klokoč zahrnuje asi 13 druhů (při širším pojetí rodu až 25) a je rozšířen v Evropě, Asii a Severní Americe. Nejvíce druhů se vyskytuje ve východní Asii. Jediným evropských zástupcem je klokoč zpeřený (Staphylea pinnata), který je zastoupen i v české květeně.

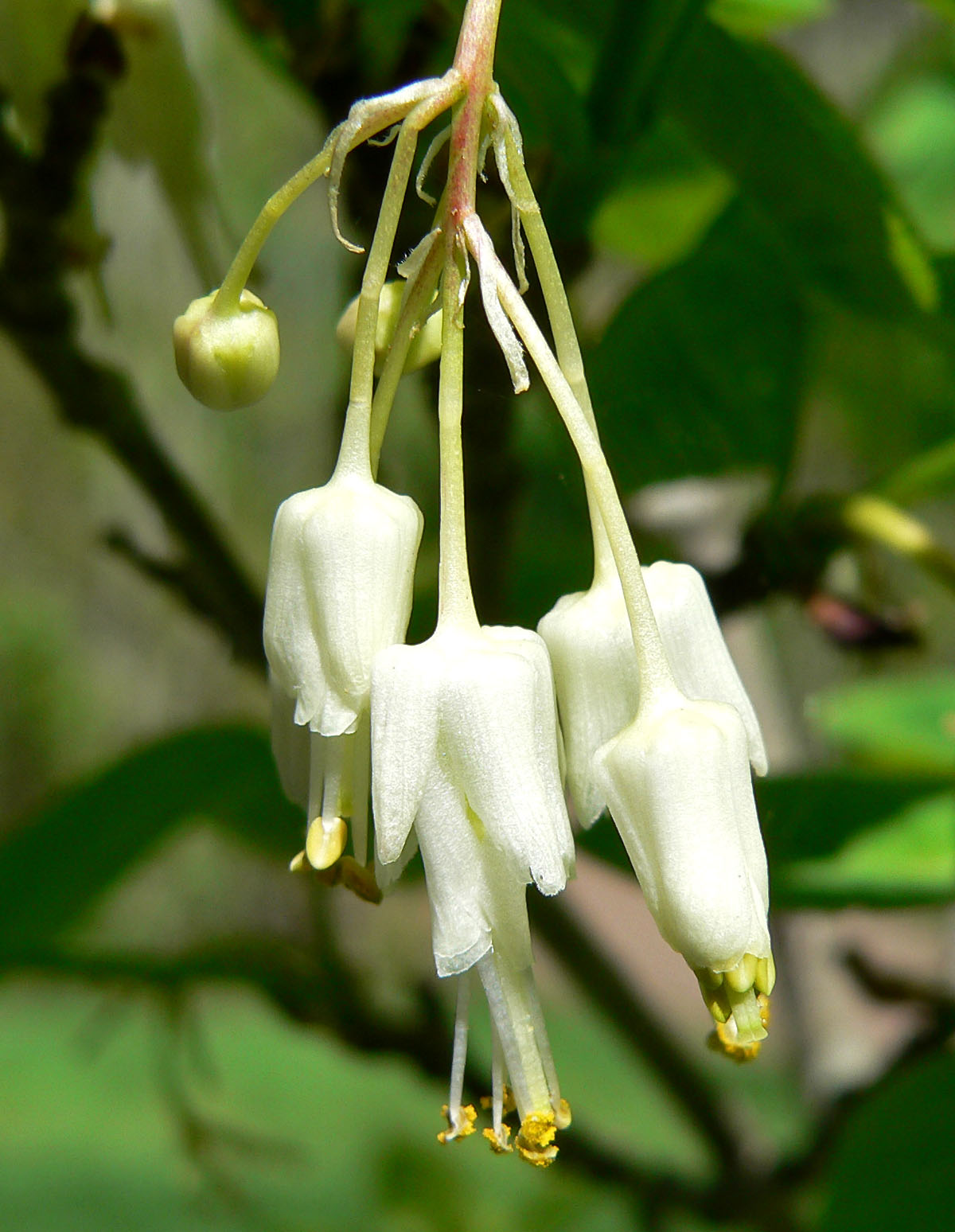
Květy klokoče Bolanderova
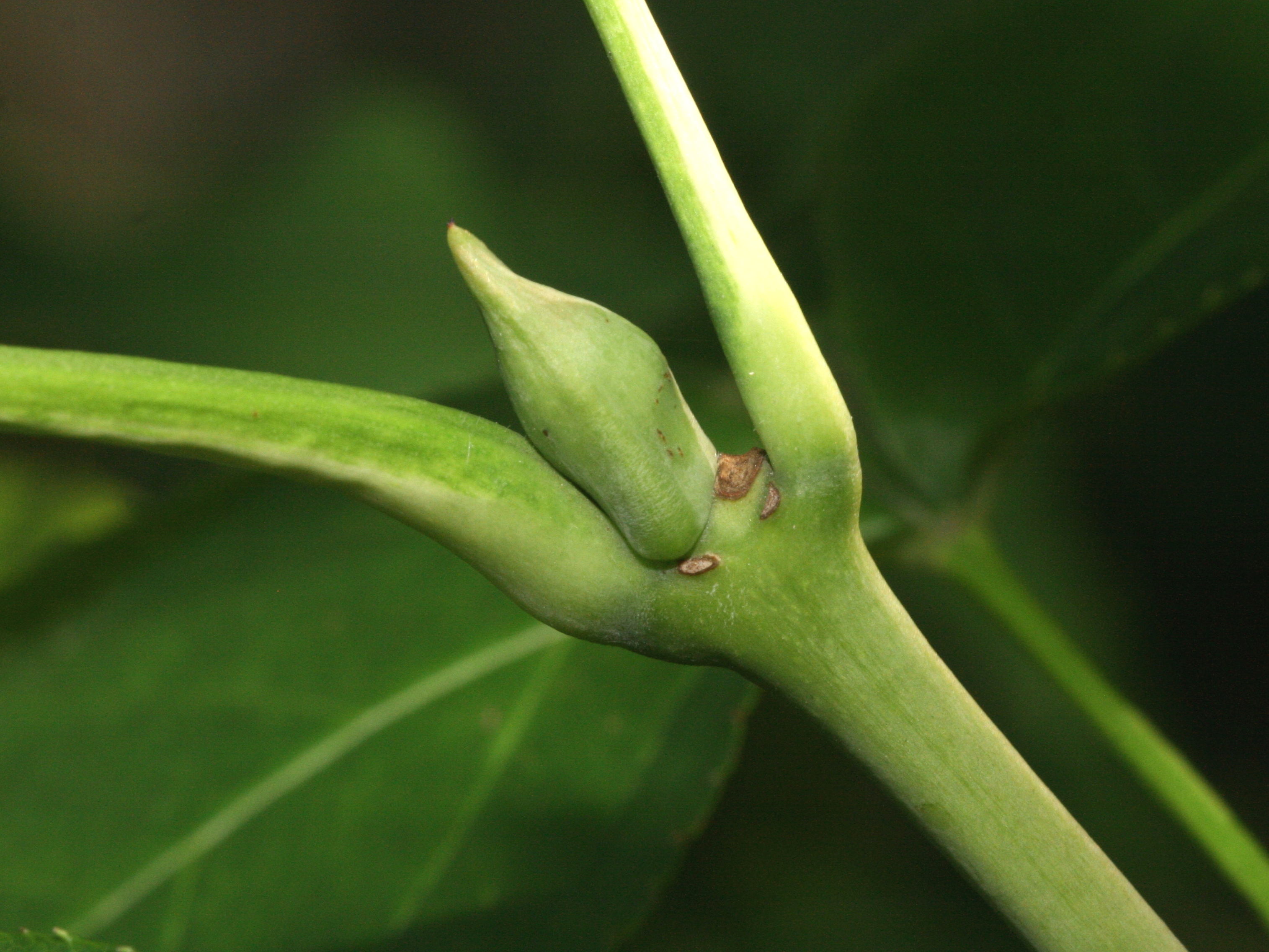
Detail větévky klokoče kavkazského
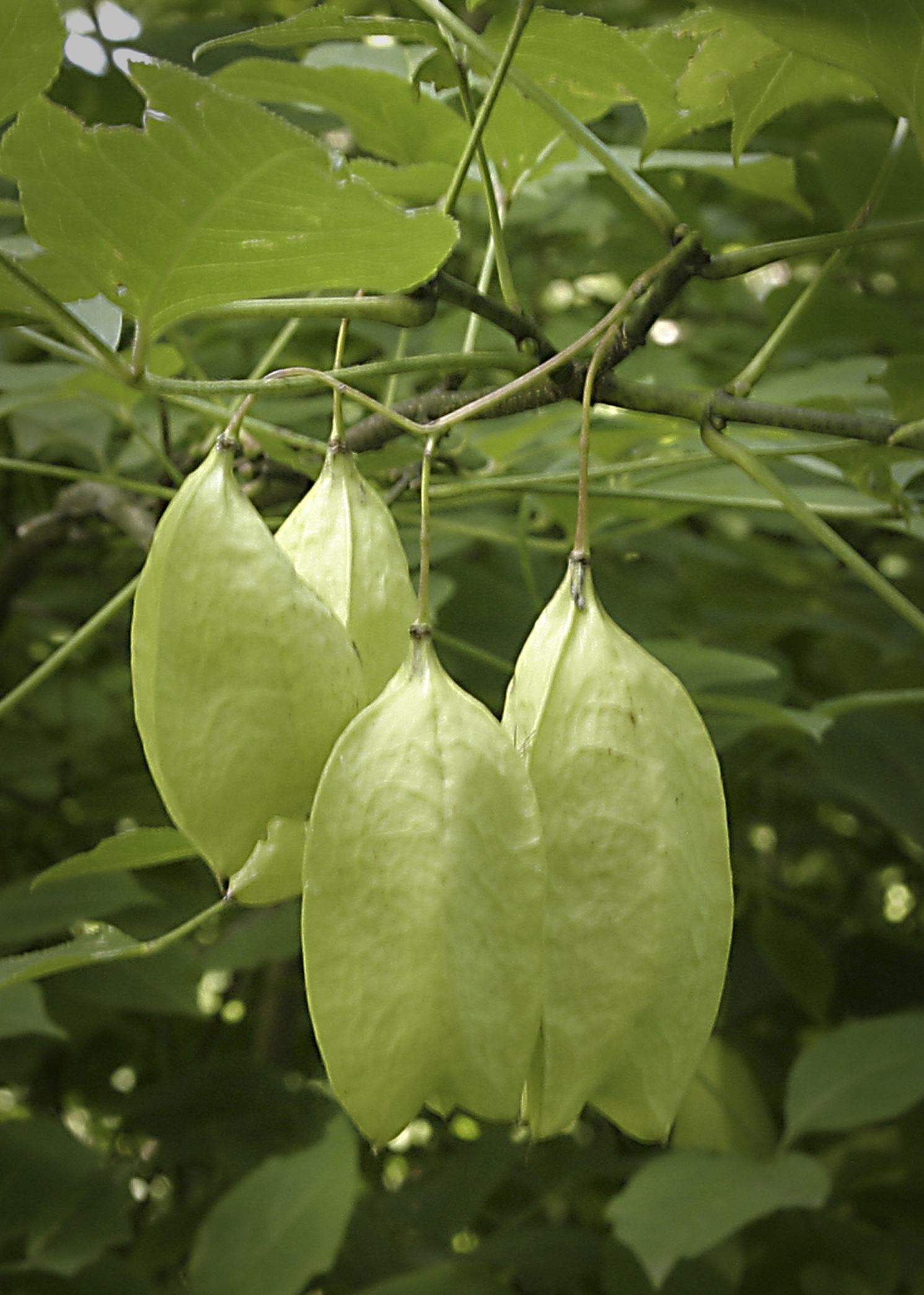
Plody klokoče trojlistého
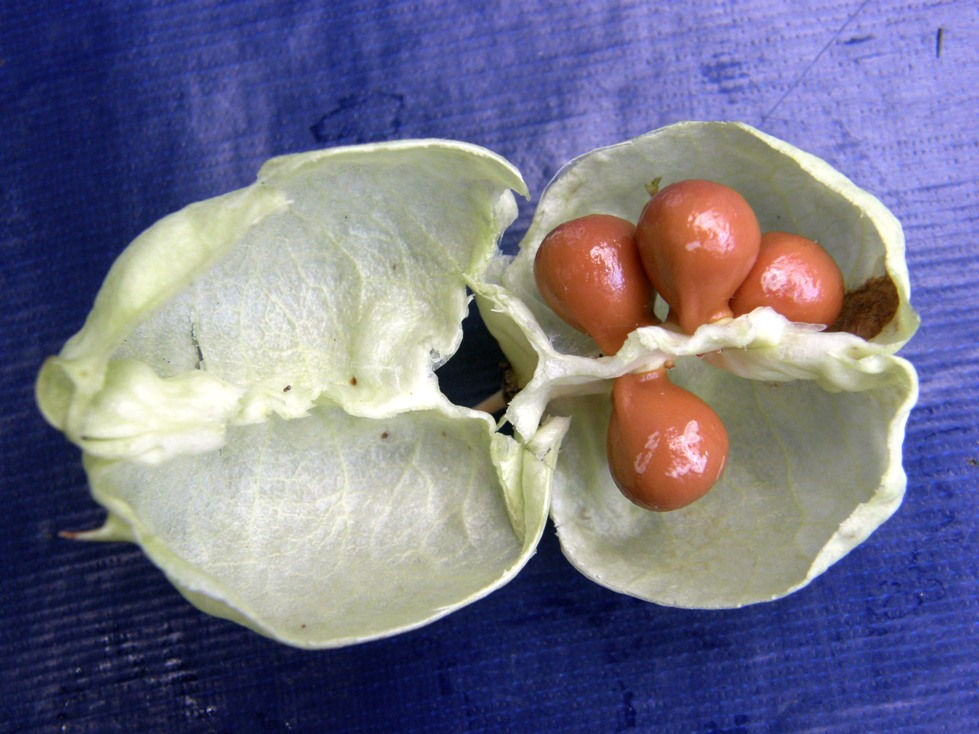
Otevřená tobolka klokoče zpeřeného

## Taxonomie
Vymezení rodu Staphylea je v současné době nejednoznačné, což souvisí s pojetím rodů Euscaphis a Turpinia. Ty jsou podle webu Angiosperm Phylogeny Group v dnešní taxonomii vřazovány do rodu Staphylea, který v tomto pojetí zahrnuje asi 25 druhů, většina ostatních zdrojů však tuto změnu v taxonomii nereflektuje. Různosti se objevují i v pojetí a vymezení jednotlivých druhů.

## Zástupci
- klokoč Bolanderův (Staphylea bolanderi) – jz. USA (Kalifornie)
- klokoč japonský (Staphylea bumalda) – Čína, Japonsko a Korea
- klokoč kavkazský (Staphylea colchica) – Kavkaz a Zakavkazsko
- klokoč himálajský (Staphylea emodi) – Himálaj
- klokoč celoplodý (Staphylea holocarpa) – střední a západní Čína
- klokoč zpeřený (Staphylea pinnata) – Evropa, Malá Asie, Kavkaz a Sýrie
- klokoč trojlistý (Staphylea trifolia) – východní polovina Severní Ameriky[1][5]

## Význam
Ze semen klokoče zpeřeného se v minulosti tradičně vyráběly růžence. Některé druhy klokoče jsou v Česku celkem zřídka pěstovány jako okrasné dřeviny, nápadné zejména jemnými zvonkovitými květy a na podzim nafouklými plody. Mimo v Česku domácího klokoče zpeřeného je to klokoč japonský (Staphylea bumalda), klokoč celoplodý (Staphylea holocarpa) a klokoč trojlistý (Staphylea trifolia), vzácně i
klokoč kavkazský (Staphylea colchica) a klokoč krásný (Staphylea x elegans), kříženec klokoče zpeřeného a
klokoče kavkazského (Staphylea colchica).